# Diploma olimpico
Un diploma olimpico è un certificato cartaceo assegnato ai primi otto classificati nelle competizioni dei giochi olimpici.
L'uso di rilasciare diplomi olimpici risale al 1896, anno in cui si tenne la prima edizione dei giochi olimpici moderni, ma inizialmente erano assegnati solo al vincitore di ogni competizione. Il numero di partecipanti così premiati è aumentato nel tempo, espandendosi nel 1923 ai tre medagliati, nel 1949 ai primi sei classificati e nel 1981 ai primi otto classificati.
Il diploma è inciso e firmato tramite autopenna con le firme del presidente del Comitato Olimpico Internazionale (CIO) e del capo del comitato organizzatore di ciascuna olimpiade.  Il design del diploma, così come il design delle medaglie olimpiche, è di competenza degli organizzatori locali di ogni edizione dei giochi, tuttavia i design devono essere approvati dal CIO.
Il New York Times ha riferito nel 2014 che molti atleti, anche alcuni di coloro che avrebbero dovuto riceverlo, non erano a conoscenza dell'esistenza del diploma.
Come nel caso delle medaglie, un atleta che riceve un diploma e viene successivamente sanzionato per violazioni del codice etico del CIO, del codice mondiale antidoping o di altri regolamenti analoghi, deve restituire il diploma al CIO.
Il diploma olimpico non va confuso con il diploma di merito olimpico, assegnato tra il 1905 e il 1974 per onorare coloro che avevano reso servizi eccezionali allo sport o un contributo importante nella promozione degli ideali olimpici.

## Galleria d'immagini

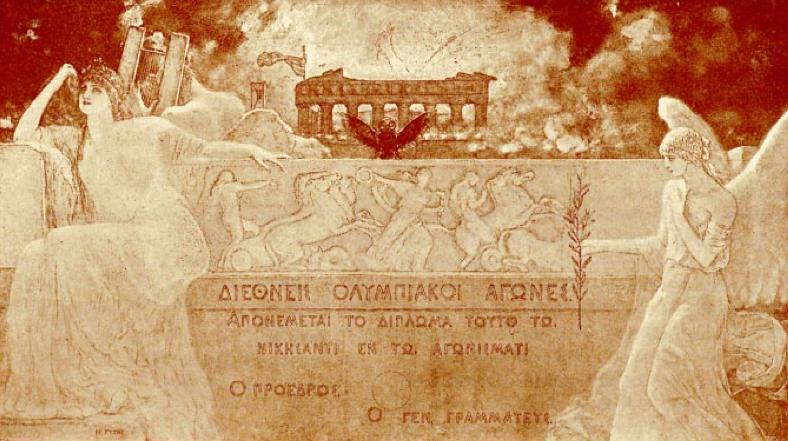
Diploma olimpico dei Giochi della I Olimpiade (1896)
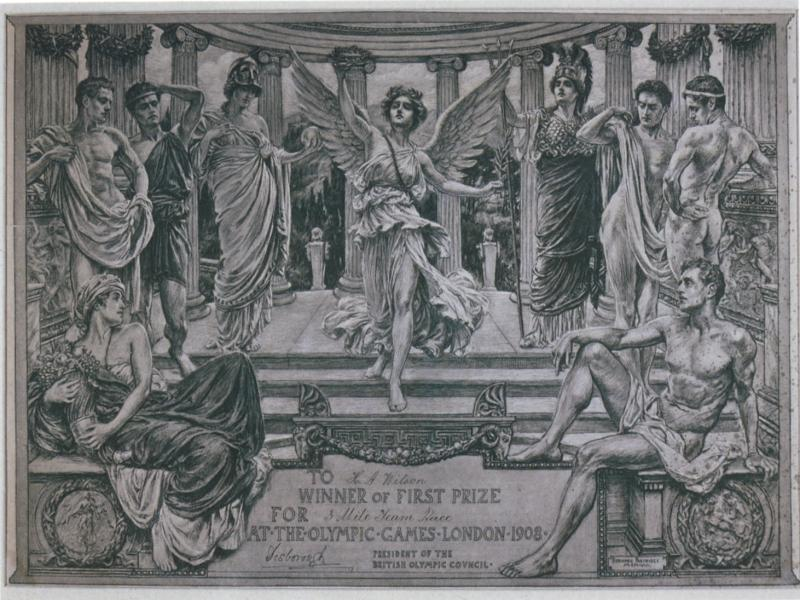
Diploma olimpico dei Giochi della IV Olimpiade (1908)
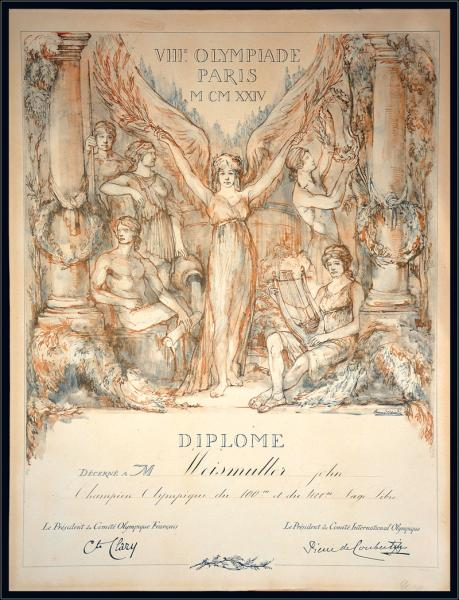
Diploma olimpico dei Giochi della VIII Olimpiade (1924)